# Isla Vacas
Isla Vacas är en ö i Ecuador.   Den ligger i provinsen El Oro, i den sydvästra delen av landet, 400 km sydväst om huvudstaden Quito.
Terrängen på Isla Vacas är varierad. Öns högsta punkt är 8 meter över havet. Trakten runt Isla Vacas består huvudsakligen av våtmarker.